# Persone di nome Paulo
| Questa pagina contiene informazioni ricavate automaticamente dalle voci biografiche con l'ausilio del template Bio e di un bot. L'aggiornamento è periodico e automatico e ricostruisce completamente la pagina. Se manca una persona in questa lista, sei pregato di non aggiungerla, ma accertati piuttosto che la sua voce biografica contenga il template Bio e che i dati anagrafici siano correttamente compilati. Se il template Bio manca, inseriscilo tu stesso o, in alternativa, metti l'avviso {{tmp\|Bio}} che ne segnala la mancanza. Se i dati riportati sono sbagliati, correggi direttamente la voce biografica; le modifiche saranno visibili in questa lista entro pochi giorni. Per chiarimenti vedi il progetto antroponimi. La lista contiene solo le 230 persone che sono citate nell'enciclopedia e per le quali è stato implementato correttamente il template Bio. Pagina aggiornata al 22 lug 2025. |

Questa è una lista di persone presenti nell'enciclopedia che hanno il nome Paulo, suddivise per attività principale.

## Allenatori di calcio(27)
- Paulo Alves, allenatore di calcio e ex calciatore portoghese (Vila Real, n. 1969)
- Paulo Amaral, allenatore di calcio e calciatore brasiliano (Rio de Janeiro, n. 1923 - Rio de Janeiro, † 2008)
- Paulo Autuori, allenatore di calcio e dirigente sportivo brasiliano (Rio de Janeiro, n. 1956)
- Paulo Baier, allenatore di calcio e ex calciatore brasiliano (Ijuí, n. 1974)
- Paulo Sérgio Bento Brito, allenatore di calcio e ex calciatore portoghese (Estremoz, n. 1968)
- Paulo Jorge Gomes Bento, allenatore di calcio e ex calciatore portoghese (Lisbona, n. 1969)
- Paulo Bonamigo, allenatore di calcio e ex calciatore brasiliano (Ijuí, n. 1960)
- Paulo Campos, allenatore di calcio brasiliano (Niterói, n. 1957)
- Paulo Comelli, allenatore di calcio brasiliano (Novo Horizonte, n. 1960)
- Paulo Duarte, allenatore di calcio e ex calciatore portoghese (Massarelos, n. 1969)
- Paulo Ferrari, allenatore di calcio e ex calciatore argentino (Rosario, n. 1982)
- Paulo Ferreira, allenatore di calcio, dirigente sportivo e ex calciatore portoghese (Cascais, n. 1979)
- Paulo Fonseca, allenatore di calcio e ex calciatore portoghese (Maputo, n. 1973)
- Paulo Gomes, allenatore di calcio e ex calciatore portoghese (Viseu, n. 1975)
- Paulo César Gusmão, allenatore di calcio e ex calciatore brasiliano (Rio de Janeiro, n. 1962)
- Paulo Innocenti, allenatore di calcio e calciatore brasiliano (Rio Grande do Sul, n. 1902 - Napoli, † 1983)
- Paulo Nagamura, allenatore di calcio e ex calciatore brasiliano (San Paolo, n. 1983)
- Paulinho McLaren, allenatore di calcio e ex calciatore brasiliano (Igaraçu do Tietê, n. 1963)
- Paulo Jorge Soares Gomes, allenatore di calcio e ex calciatore portoghese (Braga, n. 1980)
- César Peixoto, allenatore di calcio e ex calciatore portoghese (Guimarães, n. 1980)
- Paulo Pezzolano, allenatore di calcio e ex calciatore uruguaiano (Montevideo, n. 1983)
- Paulo Silas, allenatore di calcio e ex calciatore brasiliano (Campinas, n. 1965)
- Paulo Sousa, allenatore di calcio e ex calciatore portoghese (Viseu, n. 1970)
- Paulo Torres, allenatore di calcio e ex calciatore portoghese (Évora, n. 1971)
- Paulo Turra, allenatore di calcio e ex calciatore brasiliano (Tuparendi, n. 1973)
- Paulo Wanchope, allenatore di calcio e ex calciatore costaricano (Fátima, n. 1976)
- Paulo Diogo, allenatore di calcio e ex calciatore svizzero (Crissier, n. 1975)

## Allenatori di calcio a 5(2)
- Kaká, allenatore di calcio a 5 e ex giocatore di calcio a 5 brasiliano (Aracaju, n. 1977)
- Paulo Eduardo de Jesus Pinho, allenatore di calcio a 5 e ex giocatore di calcio a 5 brasiliano (San Paolo, n. 1959)

## Allenatori di pallacanestro(1)
- Paulo Bassul, allenatore di pallacanestro e dirigente sportivo brasiliano (Brasilia, n. 1967)

## Arbitri di calcio(1)
- Paulo César de Oliveira, ex arbitro di calcio brasiliano (Cruzeiro, n. 1973)

## Architetti(1)
- Paulo Mendes da Rocha, architetto e urbanista brasiliano (Vitória, n. 1928 - San Paolo, † 2021)

## Arcivescovi cattolici(5)
- Paulo Eduardo Andrade Ponte, arcivescovo cattolico brasiliano (Fortaleza, n. 1931 - São Luís, † 2009)
- Paulo de Tarso Campos, arcivescovo cattolico brasiliano (Jaú, n. 1895 - Campinas, † 1970)
- Paulo Lopes de Faria, arcivescovo cattolico brasiliano (Igaratinga, n. 1931 - Belo Horizonte, † 2009)
- Paulo Mendes Peixoto, arcivescovo cattolico brasiliano (Imbé, n. 1951)
- Paulo Jackson Nóbrega de Sousa, arcivescovo cattolico brasiliano (São José de Espinharas, n. 1969)

## Artisti marziali misti(3)
- Paulo Costa, artista marziale misto brasiliano (Belo Horizonte, n. 1991)
- Paulo Filho, artista marziale misto brasiliano (Rio de Janeiro, n. 1978)
- Paulo Thiago, artista marziale misto brasiliano (Brasilia, n. 1981)

## Astronomi(1)
- Paulo Renato Holvorcem, astronomo brasiliano (Campinas, n. 1967)

## Atleti paralimpici(1)
- Paulo de Almeida Coelho, ex atleta paralimpico portoghese (n. 1971)

## Attori(7)
- Paulo Autran, attore brasiliano (Rio de Janeiro, n. 1922 - San Paolo, † 2007)
- Paulo Branco, attore e produttore cinematografico portoghese (Lisbona, n. 1950)
- Paulo Costanzo, attore canadese (Brampton, n. 1978)
- Paulo César Grande, attore e ex pallavolista brasiliano (Rinópolis, n. 1958)
- Paulo Vilhena, attore e conduttore televisivo brasiliano (Santos, n. 1979)
- Paulo César Peréio, attore e doppiatore brasiliano (Alegrete, n. 1940 - Rio de Janeiro, † 2024)
- Paulo Porto, attore, regista e produttore cinematografico brasiliano (Muriaé, n. 1917 - Rio de Janeiro, † 1999)

## Baritoni(1)
- Paulo Szot, baritono, cantante e attore brasiliano (San Paolo)

## Bassisti(1)
- Paulo Jr., bassista brasiliano (Belo Horizonte, n. 1969)

## Cantanti(3)
- Jared Gomes, cantante e rapper statunitense (Fullerton, n. 1964)
- Paulo Ricardo, cantante, compositore e attore brasiliano (Rio de Janeiro, n. 1962)
- Paulo de Carvalho, cantante portoghese (Lisbona, n. 1947)

## Cardinali(3)
- Paulo Evaristo Arns, cardinale e arcivescovo cattolico brasiliano (Forquilhinha, n. 1921 - San Paolo, † 2016)
- Paulo Cezar Costa, cardinale e arcivescovo cattolico brasiliano (Valença, n. 1967)
- Paulo António de Carvalho e Mendonça, cardinale portoghese (Lisbona, n. 1702 - Lisbona, † 1770)

## Cestisti(10)
- Paulinho Boracini, ex cestista brasiliano (Mogi das Cruzes, n. 1984)
- Paulo Cunha, ex cestista portoghese (Vila Nova de Gaia, n. 1980)
- Paulo Macedo, ex cestista e allenatore di pallacanestro angolano (Luanda, n. 1968)
- Paulo Rodrigues Siqueira, cestista brasiliano (Rio de Janeiro, n. 1927 - Rio de Janeiro, † 2003)
- Paulo Sérgio Prestes, ex cestista brasiliano (Monte Aprazível, n. 1988)
- Paulo César Reis Meindl Von Berger, cestista e allenatore di pallacanestro brasiliano (San Paolo, n. 1964 - San Paolo, † 2019)
- Paulo Villas Boas de Almeida, ex cestista brasiliano (Franca, n. 1963)
- Paulo César Motta, ex cestista brasiliano (Araçatuba, n. 1973)
- Paulo Pinto, cestista portoghese (São João da Madeira, n. 1974 - Aveiro, † 2002)
- Paulo Simão, ex cestista e allenatore di pallacanestro portoghese (Barreiro, n. 1976)

## Dirigenti sportivi(1)
- Paulo Roberto Marqués Roris, dirigente sportivo e ex giocatore di calcio a 5 brasiliano (Rio de Janeiro, n. 1967)

## Economisti(1)
- Paulo Guedes, economista e politico brasiliano (Rio de Janeiro, n. 1949)

## Filosofi(1)
- Paulo Borges, filosofo e scrittore portoghese (Lisbona, n. 1959)

## Giocatori di baseball(1)
- Paulo Orlando, ex giocatore di baseball brasiliano (San Paolo, n. 1985)

## Giocatori di beach soccer(1)
- Paulo Graça, giocatore di beach soccer portoghese (n. 1978)

## Giocatori di calcio a 5(12)
- Paulo Sérgio Baptista, ex giocatore di calcio a 5 brasiliano (n. 1964)
- Paulo Bonfim, ex giocatore di calcio a 5 brasiliano (n. 1957)
- Paulo Jorge Camões Martins, ex giocatore di calcio a 5 portoghese (Portimão, n. 1983)
- Paulo Roberto Castanhassi, ex giocatore di calcio a 5 e ex calciatore russo (Jaú, n. 1985)
- Paulo César Correia de Souza, ex giocatore di calcio a 5 brasiliano (Rio de Janeiro, n. 1957)
- Paulo Ferreira, giocatore di calcio a 5 portoghese (Porto, n. 1985)
- Fininho, ex giocatore di calcio a 5 brasiliano (João Pessoa, n. 1972)
- Paulo Nunes, ex giocatore di calcio a 5 brasiliano (Sete Lagoas, n. 1959)
- Pauleta, giocatore di calcio a 5 portoghese (São Domingos de Rana, n. 1994)
- Paulo Henrique Goes da Silva, giocatore di calcio a 5 brasiliano (Fortaleza, n. 1980)
- Paulo José Pinto, giocatore di calcio a 5 brasiliano (San Paolo, n. 1980)
- Paulo Ladislau Rosas, ex giocatore di calcio a 5 brasiliano (San Paolo, n. 1958)

## Giocatori di football americano(1)
- Paulo Henrique Torquato, giocatore di football americano brasiliano (n. 1992 - Navegantes, † 2019)

## Hockeisti su pista(1)
- Paulo Freitas, ex hockeista su pista e allenatore di hockey su pista portoghese (Porto, n. 1968)

## Imprenditori(1)
- Paulo Maluf, imprenditore, ingegnere e politico brasiliano (San Paolo, n. 1931)

## Pallanuotisti(1)
- Paulo Obradović, pallanuotista croato (Ragusa, n. 1986)

## Pallavolisti(2)
- Paulo Roberto de Freitas, pallavolista, allenatore di pallavolo e dirigente sportivo brasiliano (Rio de Janeiro, n. 1950 - Belo Horizonte, † 2018)
- Paulo da Silva, pallavolista brasiliano (Corumbá, n. 1986)

## Pedagogisti(1)
- Paulo Freire, pedagogista brasiliano (Recife, n. 1921 - San Paolo, † 1997)

## Percussionisti(1)
- Paulinho da Costa, percussionista brasiliano (Rio de Janeiro, n. 1948)

## Piloti motociclistici(1)
- Paulo Gonçalves, pilota motociclistico portoghese (Esposende, n. 1979 - Layla, † 2020)

## Pittori(1)
- Paulo Ghiglia, pittore italiano (Firenze, n. 1905 - Roma, † 1979)

## Poeti(1)
- Menotti Del Picchia, poeta, scrittore e pittore brasiliano (San Paolo, n. 1892 - San Paolo, † 1988)

## Politici(1)
- Paulo Muwanga, politico ugandese (Mpigi, n. 1924 - Kampala, † 1991)

## Procuratori sportivi(1)
- Paulo Roberto, procuratore sportivo e ex calciatore brasiliano (Viamão, n. 1962)

## Rapper(1)
- Paulo Londra, rapper e cantante argentino (Cordoba, n. 1998)

## Registi(3)
- Paulo Leão, regista, attore e sceneggiatore brasiliano (Rio de Janeiro, n. 1962)
- Paulo Rocha, regista cinematografico, sceneggiatore e attore portoghese (Porto, n. 1935 - Vila Nova de Gaia, † 2012)
- Paulo Ubiratan, regista e produttore televisivo brasiliano (Rio de Janeiro, n. 1947 - Rio de Janeiro, † 1998)

## Schermidori(1)
- Paulo Leal, schermidore portoghese (Lisbona, n. 1901 - † 1977)

## Sciatori alpini(1)
- Paulo Oppliger, ex sciatore alpino cileno (Santiago del Cile, n. 1971)

## Scrittori(4)
- Paulo Bitencourt, scrittore, musicista e attore brasiliano (Castro, n. 1966)
- Paulo Coelho, scrittore, poeta e blogger brasiliano (Rio de Janeiro, n. 1947)
- Paulo Fernando Craveiro, scrittore, giornalista e poeta brasiliano (Monteiro, n. 1934)
- Paulo Fambri, scrittore, patriota e politico italiano (Venezia, n. 1827 - Venezia, † 1897)

## Velocisti(1)
- Paulo André de Oliveira, velocista brasiliano (Vila Velha, n. 1998)

## Vescovi cattolici(1)
- Paulo Sérgio Machado, vescovo cattolico brasiliano (Patrocínio, n. 1945 - Patrocínio, † 2024)

## Wrestler(1)
- Giant Silva, wrestler e ex cestista brasiliano (San Paolo, n. 1963)

## Senza attività specificata(1)
- Paulo Jacomo Pinto, portoghese